# Осора
Осора (на руски: Оссо́ра) е селище (1949 – 2012 – селище от градски тип) на полуостров Камчатка, административен център на Карагинския район на Камчатския край (до 1 юли 2007 г. е в състава на Корякския автономен окръг, след това – в състава на специалната административно-териториалната единица на Камчатския край – Корякски окръг) на Руската федерация.
Името е в превод от корякската дума Асоран – „домът на гърбушата“ (т.е. мястото на хвърляне на хайвера на вид сьомга).

## История
През 1934 г. властите взимат решение за прехвърляне на областния център от село Карага. Избрано е по-удобно място, където отсъстват блата, има хубав пясъчен терен, наличие на гори за строителен и дървен материал, изобилие от пасища, а също така и добре защитен дълбок морски залив, даващ възможност за оперативна връзка по море на селата в района. Започва активното строителство на жилища и социална инфраструктура, и до 1 август 1941 г. в Осора са пребазирани всички окръжни партийни и административни организации.
От 1949 г. има статут на селище от градски тип.
От 2012 г. е населено място от селски тип.

## География
Селото е разположено в североизточната част на Камчатския полуостров, на брега на Карагинския залив на Берингово море. Дължината на селище покрай брега на залива е около 3 километра. Западно от селото се намира езерото Осорско.

## Климат
През зимата най-ниската температура на въздуха достига до -40 °C. През лятото температурата на въздуха са около +10 – 15 °C, в редки случаи се изкачва до +30 °C.
През зимата преобладават северните и североизточните ветрове, а през лятото – тези от югоизток и югозапад.

## Природни ресурси
В района на залива Осора открити резерви на петрол. В реките близо до селото са открити залежи на пласьори злато. Има значителни запаси от торф, пясъчно-чакълести материали. В околностите на селото има минерални извори.

## Население
| Година | Брой жители |
| ------ | ----------- |
| 1959   | 2295        |
| 1989   | 4074        |
| 2002   | 2589        |
| 2016   | 2051        |

Броят на населението от малцинствата от севера, живеещи в Осора, е прибл. 19 %.

## Икономика и социална инфраструктура
В основата на икономиката на селото са риболова и рибопреработвателната индустрия. Развито е градинарството, почти всяка къща има земеделски участък за отглеждане на култури, отглеждат се картофи и зеленчуци, от ягодоплодните култури – малини, ягоди.
Електрическото захранване на селото се осъществява от местната дизелова електроцентрала. Прясна вода се добива от четири артезиански кладенци.
В селището има болница, училище, етнографски музей, съд. Тук има учреждения на администрацията на селото, администрацията на района, Федералната служба за сигурност, полицията, прокуратурата, служебни изпълнители, типографски отдел, дом на културата, ветеринарна служба, горска служба, рибен надзор.
Издава се седмичния окръжен вестник „Карагинские вести“.

### Транспорт
Наблизо има работещо летище. През лятото в Осора може да се стигне по море и по въздух. През зимата това е възможно само с авиация или на моторни шейни, поради снеговете. Навигацията е възможна от средата на май до средата на декември. Има погранична застава.

## Флора и фауна
Основните гори около селото са от обикновена каменна бреза, често се срещат кедров стланик, храсти на елша, единични екземпляри чозения. На територията на самото село масово са засадени тополи, отгледани в развъдника на Корякския лесколхоз.
Животинският свят около селището е разнообразен, срещат се животински видове като вълк, лисица, самур, хермелин, невестулка, видра, росомаха, ондатра, заек, катерица, белка. Има екземпляри на кафявата мечка. Птиците са морски орел, сокол, белоопашат орел, скален орел. Наблизо хвърлят хайвера си в реките всички видове тихоокеански сьомги (розова сьомга, сребърен салмон и др.). В Осорското езеро има шаран.